# Nonambesa
Nonambesa é um gênero de mariposa pertencente à família Crambidae.